# Weiße Parade
Weiße Parade (Originaltitel: The White Parade) ist ein US-amerikanisches Filmdrama aus dem Jahr 1934. Das Drehbuch basiert auf dem gleichnamigen Roman von Rian James.

## Handlung
1907 besucht die idealistische June Arden die Mitchell-Reed-Schule für Krankenschwestern. Drei Jahre soll sie dort verbringen, um in die Fußstapfen ihres Vorbildes Florence Nightingale zu treten. June teilt sich ein Zimmer mit Zita Scofield, die schon in der ersten Nacht an Heimweh leidet. June erzählt Zita von ihrem Freund Ronald Hall III, einem reichen Polospieler. June ist mit Robert allerdings nur bekannt. Aber als die skeptische Gertrude Mack an Ronald schreibt, um Klarheit zu schaffen, antwortet dessen Sekretärin Ms. McPherson und bestätigt das Verhältnis der beiden.
Die Mädchen lernen für ihr Studium, und nach sechs Monaten legen sie ihre erste Prüfung ab, die alle bestehen. Das nächste Halbjahr sollen sie im angrenzenden Krankenhaus arbeiten. Die Arbeit und die damit verbundene Arbeit hält Gertrude nicht davon ab, sich in alle Angelegenheiten einzumischen. Als Gertrude in einer Zeitung liest, dass der bekannte Ronald die Stadt besuchen will, fragt sie June, ob die sich mit ihm am Bahnhof treffen werde. June will ihr Gesicht wahren und steigt am Bahnhof in Ronalds Abteil. Der überraschte und auch erfreute Ronald spielt Junes Scharade mit. Es dauert nicht lange, dass sich die beiden wirklich ineinander verlieben. Am Weihnachtstag wird Zita von der Rektorin Miss Harrington für ihre Verspätung beim Schichtantritt gerügt. Doch Miss Harrington zeigt Herz und gibt Zita Geld, damit sie Urlaub machen kann, den sie die Jahre vorher nicht gehabt hat.
Einige Monate später steht June vor dem Abschluss. Doch sie läuft Gefahr, den Abschluss nicht zu schaffen, weil sie, bedingt durch die Nächte mit Ronald, immer langsamer und müder wird. Zwischen dem Paar gibt es auf einer Feier einen Streit. Ronald will, dass June als Krankenschwester aufhört, doch June will unbedingt weitermachen. Nachdem Ronald June heimgebracht hat, verunglückt er mit seinem Auto. Seine Genesungszeit verbringt er in Junes Krankenhaus. June fragt Miss Harrington, ob die Schichten getauscht werden können, so dass sie sich persönlich um Ronald kümmern könne. Der Wechsel wird erlaubt, doch June findet für sich heraus, dass sie lieber bei einem sterbenskranken Patienten bleibt, der sie wirklich braucht.
Zwei Wochen vor der Abschlussprüfung wird Zita wegen ihrer Langsamkeit von Miss Harrington gerügt. Zita wird hysterisch, und als auch noch ihr Freund, Dr. Jim Moore, sie abfällig behandelt, versucht sie, mit Narkosemitteln Selbstmord zu verüben. Zu dem Zeitpunkt ist June für die Schlüssel des Narkoseschrankes zuständig. Als sie einmal nach Ronald geschaut hat, hat sie die Schlüssel dem Fahrstuhlführer Sammy übergeben. June findet Zita dem Tode nahe im Zimmer auf. Der Chirurg Dr. Thorne kann Zita retten. Er ist sich mit der Oberschwester Sailor Roberts einig, June trotz des Fehlers auf der Schule zu belassen. Sailor erklärt Miss Harrington den Vorfall, die June daraufhin den Verbleib an der Schule und das Ablegen der Prüfung erlaubt.
Am Tage des Verleihung der Abschlussurkunden sind alle emotional aufgewühlt. Gertrude bittet June für ihr Verhalten um Verzeihung. Junes großer Tag wird ihr von Ronald ruiniert, der immer noch darauf besteht, dass sie, wenn sie heiraten, den Beruf der Krankenschwester aufgeben soll. June erkennt ihre wahre Bestimmung und verlässt bricht mit Ronald. Dr. Thorne gratuliert ihr zu ihrer Entscheidung und sagt ihr, sie sei eine geborene Krankenschwester.

## Kritik
Andre Sennwald von der New York Times beschrieb den Film als sentimentale Reise durch das Leben von Lernschwestern. Der Film erzähle in wortgewandter, greller und ein wenig opportunistischer Weise von den Freuden und den Sorgen.
Die Variety befand, der Roman sei geschickt, schlagfertig und manchmal herzerwärmend umgesetzt worden.

## Auszeichnungen
1935 gab es zwei Oscar-Nominierungen in den Kategorien Bester Film und Bester Ton (Edmund H. Hansen).

## Hintergrund
Die Uraufführung fand am 16. November 1934 statt.